# Oldřich Liška (plavec)
Oldřich Liška (7. srpna 1910, Praha – 5. března 1981, Praha) byl nestorem sportovního otužování (dnes je to zimní plavání) a dálkového plavání v Československu, v této oblasti byl aktivní v letech 1928–1981.

## Život
Oldřich Liška byl profesí dělnický mistr. V oblasti otužování začal být aktivní v roce 1928 otužováním v přírodě, prvé veřejné vystoupení absolvoval na Vánoce 1930 plaváním ve Vltavě v centru Prahy spolu s dalšími 62 plavci na čele s průkopníkem otužileckých aktivit v Československu Alfredem Nikodémem (1864–1946), po smrti kterého převzal vedení otužileckých aktivit v Praze a dlouhé desetiletí byl instruktorem – trenérem plavání pro děti i dospělé na Hostivařské přehradě.

## Zakladatelské aktivity
V roce 1947 založil Oldřich Liška v Praze Tělovýchovní otužilecký klub (TOK). Na jeho podnět vzniklo v roce 1949 otužilecká akce – plavba do vývěry ponorné říčky Punkva z Punkevní jeskyně v Moravském krase, které už od roku 1981 otvíralo československou a později českou otužileckou sezonu a dnes má název Liškova Punkva. A v roce 1949 Oldřich Liška zorganizoval též plavecký maraton Štěchovice – Praha (25 km), co vedlo později v roce 1967 k založení dálkoplaveckého maratónu na přehradě Lipno, který organizoval až do své smrti a s přestávkou let 1992–2000 tato tradice přetrvává.

## Zajímavosti

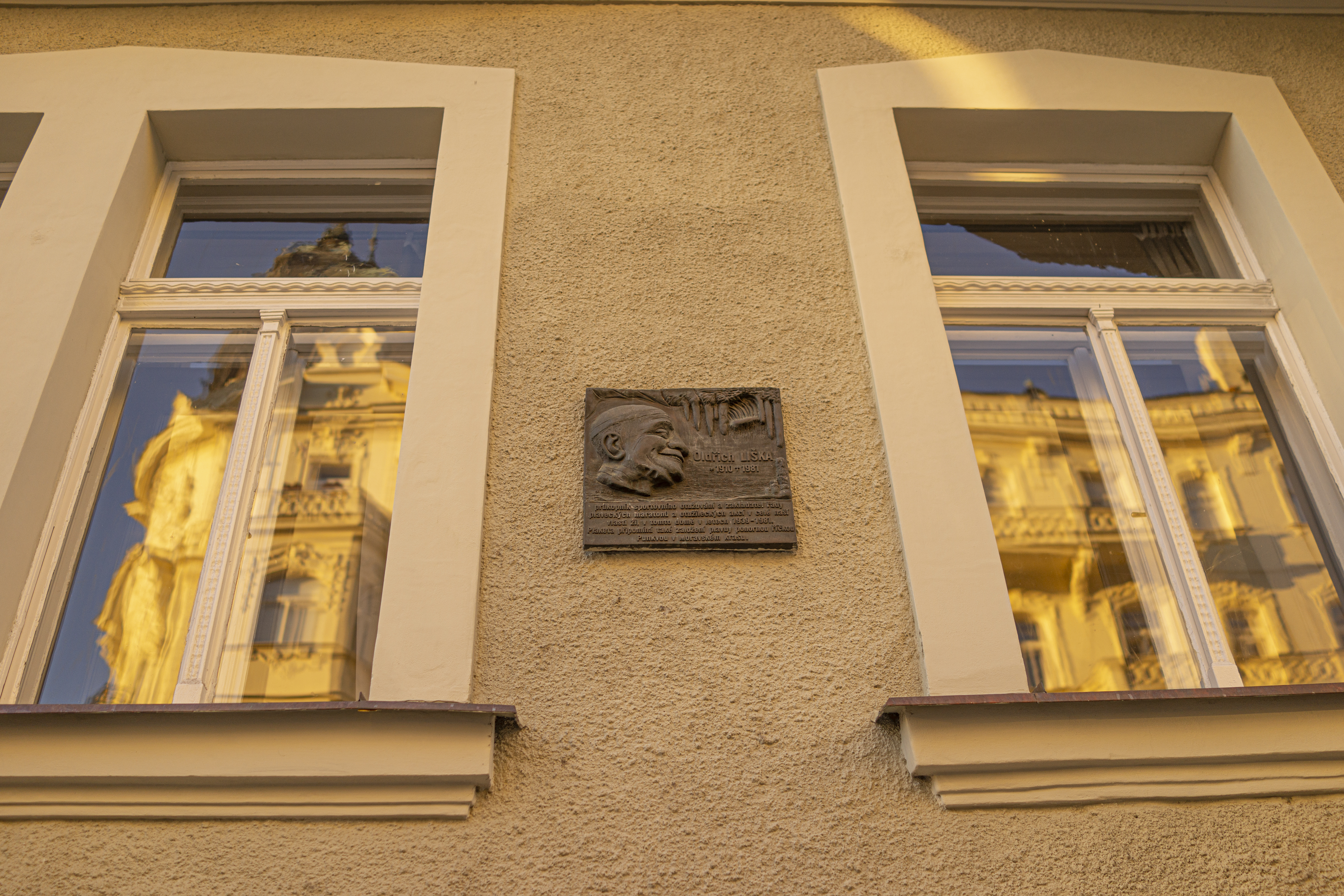
Pamětní deska v Žitomírské ulici v Praze

Oldřich Liška se v době 2. světové války stal při skupinovém tréninku při Trojském mostě svědkem nedalekého výbuchu bomby v řece (měla dopadnout na elektrárnu) a raritou v jeho otužileckém životě bylo ilegální lednové plavání ve Vltavě v Praze 1945 (v době okupace to bylo zakázáno), za co Liška dostal od dělníků Zbrojovky kovovou plaketu. A unikátní je též pamětní deska instalována na činžovním domě v Praze 13, kde dlouhá léta bydlel.